# فرایند پشتیبانی
در فناوری اطلاعات، این حمایت می‌تواند مربوط به کپی‌برداری داده‌ها باشد. آن‌ها در احیای داده‌های اصلی نقش مهم دارند. این نسخه‌های اضافی حمایتی هستند. آن‌ها دو هدف دارند. اولین هدف شامل بازیافت [[کامپیوتر]] است و در حالت دوم چند فایل بازیافت خواهد شد. این نوع حمایت آخرین خط تدافعی را تشکیل می‌دهد. در نهایت می‌توان به یک فرایند گرانولیته دست یافت. نیاز به ذخیره داده‌ها نیز نباید نادیده گرفته شود. سازماندهی ذخیره می‌تواند یک عامل مهم در حمایت از فرایند باشد. مدل ذخیره می‌تواند ساختار محل را تغییر دهد. چندین روش برای آرایش داده‌ها در محل‌های متفاوت وجود دارد. قبل از تعیین محل، لازم است استخراج و انتخاب داده‌ها عملی شود. روش‌های زیادی در بهینه کردن داده‌ها وجود دارند. سازمان‌هایی برای فایل‌ها و منابع [[داده]] ای طراحی شده‌اند و رمزبرداری یک فرایند مهم در این زمینه است البته باید اقدامات سنجش و اعتبارسازی نیز در نظر گرفته شوند؛ بنابراین باید گفت محدودیت‌ها و عوامل انسانی در طرح حمایتی نقش بالقوه دارند. به علت همپوشی در این فناوری، سیستم‌های حمایتی با سیستم [[آرشیو]] اشتباه می‌شود. حمایت با دیگر فرایندها تفاوت دارد به این معنا که آرشیوها [[کپی]] اولیه داده ای هستند. سیستم حمایتی با سیستم مقاوم نقص تفاوت دارد و سیستم حمایت نشان می‌دهد که یک نقص می‌تواند عامل ضعف داده‌ای باشد.

## ذخیره در سیستم حمایتی پایه

### مدل ذخیره داده‌
هر نوع استراتژی با مفهوم داده ای ذخیره ای توصیف می‌شود. داده‌ها باید به دقت ذخیره شوند و تا حدی سازمان یافته باشند. این به یک طرح کامل حمایتی اشاره دارد و داده‌ها باید با یک شاخص کامپیوتری شناخته شوند. از کاتالوگ و پایگاه داده ای ارتباطی نیز استفاده می‌شود. چند مدل ذخیره فواید متفاوت دارند. این را می‌توان طرح چرخش حمایتی گفت.
یک گنجینه ساختار نیافته می‌تواند ذخیره دیسک فلاپی یا CD-R و DVD-R باشد. اطلاعات حداقل نیز باید حمایت شوند. برای اجرای آسان، بهتر است از سطوح بالای بازیافت استفاده شود.
Fullt incrementals
این می‌تواند چند نسخه داده ای را ذخیره کند. در این جا حمایت کامل مورد نظر است. حمایت افزایشی نیز عملی است و سیستم اصلی می‌تواند در یک چهارچوب زمانی خاص در محل اصلی خود واقع شود؛ بنابراین باید گفت تعیین محل این ساختار در سیستم می‌تواند به سختی انجام شود. رسانه‌هایی مانند نوار و دیسک نوری نقش مهم دارند. این مربوط به مجموعه‌های بلند فرایندهای افزایشی و ذخیره‌سازی است.
Fullt differential
این حمایت با نوع فوق تفاوت دارد بعد از آنکه حمایت کامل عملی شد. در این شرایط باید حمایت نسبی فایل‌ها تغییر کند اگر چه حمایت قبلی نیز مؤثر بوده‌است. این نوع فواید شامل بازیافت داده‌های اصلی می‌باشد. لایه‌گذاری دیفرانسیلی نیز مهم است.
Mirrort reverse incremental
این نوع ذخیره مانند ذخیره فوق است. این اختلاف مربوط به عملکرد حمایتی در یک مجموعه عناصر افزایشی است. این مدل انعکاسی از حالت سیستم به صورت حمایت معکوس است. در این شرایط لازم است حمایت اولیه کامل شود. هر نوع حمایت بلافاصله برای فایل‌ها به کار می‌رود. این یک فرایند افزایش معکوس است. این مدل می‌تواند شامل استفاده از رسانه‌های متحرک باشد.

### رسانه ذخیره
صرف نظر از مدل مورد استفاده، داده‌ها باید دارای رسانه ذخیره باشند.
؛ نوار مغناطیسی:
این نوار برای رسانه‌های ذخیره داده ای حجیم مفید است. فرایند حمایت، آرشیو و تبادل با کمک آن انجام خواهد شد. این نوار می‌تواند ظرفیت و دامنه بالاتر در دیسک سخت داشته باشد. نسبت دیسک سخت عامل مهم در تعیین نوع فضای ذخیره می‌باشد. به این طریق می‌توان از کامپیوترهای بزرگ واصلی استفاده شود. محیط دسترسی متوالی بر میزان خواندن و نوشتن داده‌ها اثر دارد. در این شرایط باید عملکرد سریع تر باشد.
؛ دیسک سخت:
نسبت قیمت به ظرفیت در یک دیسک روبه توسعه است. این یک نقش رقابتی با نوار مغناطیسی دارد. فایده اصلی این روند شامل زمان دسترسی کم، ظرفیت و سهولت استفاده است. دیسک‌های خارجی نیز از طریق رابط‌های محلی ارتباط برقرار می‌کنند مانند SCSI, USB و Fire wire، تکنولوژیهای راه دور نیز کاربرد دارند مانند ethernet, iscsi یا کانال الیافی. این سیستم‌ها مانند نوار مجازی، حامی مقدار فضای دیسک هستند.
؛ دیسک نوری:
یک CD قابل خواندن یک وسیله حمایتی دارد. مزیت CD آن است که در هر ماشینی با CD-ROM ذخیره می‌شود. CDها می‌توانند ارزان باشند. فرمت اصلی DVD می‌باشند. فرمت نوری از نوع WORM است که می‌تواند اهداف بایگانی را به دنبال داشته باشد. دیگر فرمت‌ها نیز مانند CDRW و DVD- RAM نقش مهم دارند. HD- DVD جدید می‌تواند مقدار داده‌های انباشته شده را افزایش دهد. دیسک نوری ممنوعیت خاص دارد.
؛ دیسک فلاپی:
در طی ۱۹۸۰ و ۱۹۹۰ استفاده شد. کاربرها اغلب از نوع نسخه برداری استفاده می‌کنند. ظرفیت کم داده‌ای دیسک می‌تواند عامل طرد آن باشد.
؛ ذخیره حالت جامد:
نیز در حافظه فلاش، درایو انگشتی و USB، رسانه Smart, memory و کارت دیجیتالی دیده می‌شود.
این نوع درایوها پرهزینه هستند. آن‌ها ظرفیت کم و سهولت استفاده دارند.

### مدیریت ذخیره داده‌ای
صرف نظر از مدل ذخیره، رسانه‌های داده‌ای نقش مهم در حمایت دارند و باید یک تعادل بین هزینه و امنیت برقرار شود.
On-line
این ذخیره رایج‌ترین نوع است و می‌تواند در زمان میلی ثانیه عمل کند، یک نمونه از آن استفاده ازدیسک درونی ویا ارائه دیسک می‌باشد. این ذخیره بسیار سریع می‌باشد و می‌تواند در بعضی موار دحذف شود. حذف داده‌ها در مقابل یک نوع ویروس عملی است.
Near-line
این ذخیره ارزان‌تر است و به‌طور پیوسته نمی‌باشد ولی نقش حمایتی مهمی دارد. یک مثال در این جا مربوط به یک کتابخانه نواری است که زمان ذخیره طولانی دارد مانند چند میلی ثانیه. این وسیله نقش مهم در حرکت رسانه‌ها ایفا می‌کند. در حالت offline نیز مانند online عمل خواهد شد و یک تعامل انسانی برای عملکرد رسانه نیاز است. این به سادگی ذخیره نواری در فایل است. دسترسی می‌تواند بیش از یک ساعت باشد. در سایت حمایتی و مرکز بازیافت نیز چندین نوع محل وجود دارد که نمی‌توانند به خوبی عمل بازیافت را انجام دهند. سیستم‌های کامپیوتری می‌توانند به خوبی طراحی شبکه‌ها را الزامی‌کنند. بعضی از سازمان‌ها دارای مرکز خاص هستند که به این سناریو مجهز است. آن‌ها از مرکز شخص ثالث نیز استفاده می‌کنند، توجه کنید که چون سایت DR به سرمایه زیاد نیاز دارد حمایت می‌تواند روش ارجح در حرکت داده‌ها به سایت DR باشد. انعکاس دیسک نیز عامل حفظ داده‌های DR است.

## انتخاب، استخراج و تغییر داده‌ها
تعیین نقش حمایت در سیستم آسان نمی‌باشد. حمایت داده‌ها می‌تواند بر ذخیره داده‌ها نیز اثر بگذارد. اگر این حمایت کافی نباشد اطلاعات از دست خواهند رفت. مفهوم اصلی مربوط به حمایت فایل‌های متغیر می‌باشد.
؛ کپی کردن فایل:
این روند با استفاده از برنامه کمکی OS عملی خواهد شد. کپی سیستم می‌تواند در یک محل دیگر نیز انجام شود. این را یک نوع حمایت تقسیم خام گویند. این حمایت قدرت اجرایی سریع تر دارد. ویژگی اصلی نرم‌افزاری شامل توانایی بازیافت فایل از تصویر گنگ است. در مورد شناخت تغییرات نیز باید گفت بعضی از سیستم‌ها دارای یک بیت آرشیو هستند که به آسانی تغییر خواهد کرد. در این شرایط بهتر است نوع فایل تغییر یافته مشخص شود. سطح افزایشی حمایتی نیز نقش مهم در تغییر فایل دارد. به این طریق انسداد در فایل‌ها تغییر خواهد کرد. این سطح بالای هماهنگی بین سیستم و نرم‌افزار حمایتی دیده شده‌است.
؛ نسخه برداری سیستم فایل:
این سیستم می‌تواند تغییرات فایل را حفظ کند و می‌تواند این تغییرات را در اختیار کاربر قرار دهد. این عامل دسترسی به هر نسخه خواهد بود. زمان تولید فایل نیز مهم است. یک مثال از آن شامل سیستم linux می‌باشد.

### انتخاب و استخراج داده‌های زنده
اگر یک سیستم در حال استفاده باشد و حمایت نیز شود احتمال بازشدن فایل برای خواندن و نوشتن واقعی خواهد بود. اگر فایل باز شود محتویات دیسک نمی‌توانند به خوبی نشان داده شوند. این در مورد فایل پایگاه داده ای دیسک‌ها عملی است. وقتی لجستیک حمایت فایل شناخته شود باید فرایند اصلی تشکیل فایل مانند پایگاه داده ای در نظر گرفته شود، جهت حمایت فایل لازم است تمام فرایند معرف یک صفحه واحد از فایل باشد. در این شرایط نسخه برداری نمی‌تواند مفید واقع شود. این روش باید در مورد حفظ صفحات گسترده کاربرد داشته باشد. تمام این تغییرات در یک محل ثابت خواهند شد. به این طریق بخش اول حمایت می‌تواند در نمایش داده‌ها مفید باشد قبل از آنکه تغییر با دیگر بخش‌ها ترکیب شود. در نهایت یک فایل به وجود می‌آید که غیرقابل استفاده است زیرا دارای منابع داخلی بین چندین بخش می‌باشند.
؛ حمایت snapshot:
یک snapshot یک تابع یک تابع هم‌زمان از سیستم ذخیره است که یک نسخه از سیستم فایل را در نقطه خاص زمان تشریح خواهد کرد. کپی نوشتاری یک مکانیزم کاربردی می‌باش. یک وسیله مؤثر در حمایت از داده‌ها شامل بایگانی کردن است. این خود می‌تواند سرآغاز فعالیت‌های جدید باشد. در این جا snapshot می‌تواند از طریق روش‌های طبیعی حمایت شود. اگر چه این سیستم در نمایش سیستم فایل در چند نقطه زمانی کاربرد دارد و می‌تواند مکانیزم مؤثر حمایت باشد.
؛ حمایت فایل باز:
بسیاری از بسته‌های نرم‌افزاری به توانایی حمایت فایل باز اشاره دارند. بعضی از آن‌ها به دنبال کنترل این ویژگی هستند. قفل کردن فایل یک عامل مفید در تنظیم فرایند دسترسی به فایل است.
؛ حمایت پایگاه سرد:
در طی این فرایند، پایگاه‌ها بسته می‌شوند و در اختیار کاربر قرار نمی‌گیرند. فایل داده‌ها نیز در طی نسخه برداری تغییر نمی‌کند؛ بنابراین پایگاه‌ها یک بازیافت هم‌زمان دارند.
؛ حمایت سرد:
بعضی از سیستم‌های مدیریت می‌توانند تصویر حمایتی را در پایگاه تولید کنند ولی در عین حال قابل استفاده هستند. این شامل تصویر ناسازگار فایل داده ای است که در طی این روند تغییر خواهد کرد. تغییر فایل گزارش عامل این نوع هم‌زمانی است.

### انتخاب و استخراج شبه داده‌ها
تمام اطلاعات ذخیره شده در فایل قرار نمی‌گیرند. بازیابی دقیق سیستم می‌تواند به داده‌های غیرفایلی نیاز داشته باشد.
؛ توصیف سیستم:
ویژگی‌ها عامل جابجایی دقیق هستند.
؛ شبه داده‌های فایل:
هر نوع مالک، گروه ACL فایل و دیگر شبه داده‌ها باید از نظر بازیابی دقیق مورد کنترل قرار گیرند.
؛ طرح تقسیم
برای دیسک اصلی ارائه شده‌است و برای جداول تقسیم و تنظیمات سیستم نقش دارد. این عامل تولید مجدد سیستم اصلی است.
؛ بخش boot
می‌تواند به آسانی تولید شود. این یک فایل نرمال نیست و سیستم بدون آن تقویت نمی‌شود.

### تغییر داده‌ها
بهتر است داده‌ها جهت سازمان دهی فرایند بکاپ، بهینه‌سازی شوند. این‌ها عامل رشد سرعت بکاپ، بازیابی، سرعت، ایمنی داده‌ای و استفاده رسانه‌ای می‌باشند.
فشرده سازی:
چند طرح برای اندازه داده‌های منبع و ذخیره آن‌ها در فضای کم در نظر گرفته شده‌است. این روش یک ویژگی درونی از سخت‌افزار نواری می‌باشد.
فرایند جلوگیری از تکثیر:
وقتی چند سیستم مشابه در یک ابزار مقصد بکاپ شوند. توانایی تکرار در آن داده بکاپ گرفته شده افزایش خواهد یافت. مثلاً اگر ۲۰ عدد سیستم ویندوزی در یک مخزن داده‌های خود را بکاپ بگیرند، آن‌ها می‌توانند مجموعه مشترکی از فایل‌های سیستم را به اشتراک بگذارند. مخزن داده‌ها فقط کافیست که یک کپی از آن فایل‌ها را در خود ذخیره کند تا هر زمان لازم باشد بتواند هر کدام از سیستم‌های ویندوزی را بازیابی کند. این تکنیک همچنین می‌تواند در سطح فایل یا حتی در سطح بلوکهای خام داده بکار رود و بالقوه منجر به کاهش عظیم فضای ذخیره‌سازی مورد نیاز می‌شود.
فرایند جلوگیری از تکثیر میتوند قبل از اینکه هر دیتایی به دیوایس بکاپ منتقل گردد، روی سرور (مثلاً همان ویندوز) انجام شود، که گاهی اوقات به آن "جلوگیری از تکثیر سمت کلاینت/منبع" گویند. این روش همچنین پهنای باند مورد استفاده جهت انتقال داده‌های بکاپ به دیوایس مربوطه را کاهش می‌دهد. این فرایند همچنین می‌تواند در دیوایس بکاپ مقصد انجام گیرد، که گاهی اوقات به آن "جلوگیری از تکثیر درون برنامه‌ای (یا درون خطی - inline) / بک اند (back-end)" گویند.
؛ تکثیر:
گاهی اوقات حمایت برای مجموعه دوم رسانه‌ها تکثیر خواهد شد. این عامل آزمایش مجدد تصاویر و بازیابی سرعت می‌باشد. نسخه دوم در محل متفاوت رسانه قرار خواهد گرفت.
؛ فرایند رمز برداری:
می‌تواند ظرفیت بالای رسانه را به صورت نوار تشریح کند. این نسخه دوم در چند محل رمزگذاری می‌شود. البته مسائلی نیز دیده شده‌است. رمزگذاری یک فرایند استفاده از cpu است که می‌تواند سرعت حمایت را کاهش دهد. داده‌ها در این حالت به‌طور مؤثر فشرده می‌شوند و بنابراین اجرای آن‌ها آسان‌تر خواهد شد. سوم آنکه ایمنی این حمایت به اندازه ایمنی خط مشی مدیریت می‌باشد.
؛ مرحله بندی:
گاهی اوقات این نوع حمایت‌ها می‌توانند قبل از کپی‌برداری مرحله بندی شوند. این فرایند d2d۲t نام دارد که یک سر واژه برای دیسک به دیسک به نوار نام دارد. این در صورتی مفید است که هماهنگی سرعت درایو مقصد بتواند در سیستم شبکه‌ای تحریک شود. این محل اصلی استفاده از روش تغییر داده‌ای است.

## مدیریت فرایند حمایت
لازم است حمایت به عنوان یک فرایند شناخته شود. وقتی داده‌های جدید تولید شوند و تغییر عملی شود این نوع حمایت‌ها نیاز به ارتقا دارند. افراد و سازمان‌هایی که به دنبال ثبت سیستم کامپیوتری هستند نیازهای حفاظت را برآورده می‌سازند. اهداف و محدودیت‌ها یکی هستند. کسانی که این عمل را انجام می‌دهند در اغلب موارد موفق عمل می‌کنند.
؛ اهداف:
؛ اهداف نقطه بازیابی (RPO):
این نقطه می‌تواند یک زیر بنای تنظیم شده باشد. این نوع حمایت در نتیجه بازیابی عملی است، مطلوبترین pro قبل از حادثه اتلاف داده‌ای شکل می‌گیرد. در این زمینه فرکانس هم‌زمانی بین داده مبدأ و ذخیره حمایت افزایش می‌یابد.
؛ هدف زمان بازیابی (RTO):
مقدار زمان انقضاء یافته بین حادثه و احیای توابع تجاری.
؛ امنیت داده ای:
علاوه بر فرایندهای قبلی دسترسی به داده‌ها، داده‌ها باید دسترسی مجاز داشته باشند. این حمایت به روشی است که مطابق عملکرد مالک اصلی نمی‌باشد. این یک نوع رمزبرداری داده‌ای است.
؛ محدودیت‌ها:
؛ اثرات سیستم:
یک طرح مؤثر حمایتی با توجه به محدودیت موقعیت راه اندازی خواهد شد. تمام این طرح‌ها برفرایند حمایت اثر دارند. این اثر مهم است و باید محدودیت زمانی در رسیدن به ابزار مورد نیاز در نظر گرفته شود. این راه حل‌ها به معنای ارزان نبودن ابزار هستند. هزینه‌های سخت‌افزار.
؛ نرم‌افزار و نیروی کار:
تمام این رسانه‌ها ظرفیت قطعی با یک هزینه واقعی دارند. هماهنگ کردن مقدار مناسب ظرفیت با نیازهای حمایتی یک عامل مهم در طراحی است. این طرح‌ها شرایط کاری خاص دارند ولی طرح‌های پیچیده نیازبه کار فراوان دارند. هزینه این نرم‌افزار تجاری نیز نباید نادیده گرفته شود.
؛ پهنای باند شبکه:
این سیستم‌های توزیع می‌تواندن تحت اثر پهنای باند شبکه باشند.
؛ فرایند اجرایی:
رفع این نیازها با توجه به این محدودیت‌ها مشکل است. ابزار و مفاهیم در این زمینه به راحتی در دسترس قرار می‌گیرند.
؛ برنامه‌ریزی:
با استفاده از یک طراح شغلی می‌توان به توسعه راندمان و سازگاری حمایت‌ها دست یافت. در این شرایط باید عناصر انسانی نیز در نظر گرفته شوند. تمام این بسته‌ها دارای این عملکرد هستند.
؛ اعتبار سازی:
در طی این عملیات باید از عامل سیستم در اجرای این فرایندهای حمایتی استفاده شود. توان نسخه برداری داده‌ها می‌تواند دسترسی غیرمحدود را عملی کند. استفاده از مکانیزیم اعتبارسازی یک روش عالی برای جلوگیری از این حمایت شامل فعالیت غیرمجاز است.
؛ زنجیره اعتماد:
رسانه‌های متحرک می‌توانند از اقلام فیزیکی باشند. کنترل توسط افراد عملی خواهد شد این زنجیره اعتماد عامل مهم در تعیین امنیت داده‌ها است.
؛ سنجش فرایند:
برای اطمینان از طرح حمایتی باید تمام عوامل مهم اطلاعاتی و حفظ داده‌های تاریخی در نظر گرفته شوند.
؛ اعتبارسازی فرایند:
این فرایند عامل دسترسی به اطلاعات در مورد چگونگی حمایت از داده‌ها است. این فرایند می‌تواند یک هماهنگی با چندین نماینده قانونی داشته باشد. شرکت‌های بیمه تحت HIPPA می‌تونند نشان دهند که داده‌های بیماران می‌توانند ثبتی از نیازهای بقا باشند. پیچیدگی داده‌ها، ارزش آن‌ها و افزایش وابستگی به حجم داده‌ها همگی عامل مهم درکاهش این نوع خطرات می‌باشند. بسیاری از سازمان‌ها ازراه حل‌های شخصی ثالث استفاده می‌کنند. این یک روش بهینه‌سازی عملیات پشتیبانی است.
؛ فرایند گزارش:
درطرح‌های بزرگ، گزارشات عامل کنترل استفاده از رسانه‌ها هستند. خطاها و هماهنگی نقایص و اطلاعات مربوط به فرایند حمایت نیز باید در نظر گرفته شوند.
؛ اعتبارسازی:
در بسیاری از برنامه‌ها ازChecksum و hashe استفاده می‌شود و می‌توان اطمینان حاصل کرد که داده‌ها به درستی نسخه برداری شده‌اند. این خود چندین مزیت دارد که می‌تواند مهم خوانده شود. آن‌ها هماهنگی داده‌ها را با توجه به فایل اصلی عملی خواهند کرد. اگر این فایل در یک رسانه حمایتی ذخیره شود ارزش‌ها یکی خواهند بود. به این طریق می‌توان ارزش ذخیره شده را به درستی اصلاح کرد. بعضی از برنامه‌های حمایتی می‌توانند عامل نسخه برداری فایل‌ها باشند. به این طریق سرعت حمایت افزایش می‌یابد. این در مورد فرایند عدم تکثیر زدایی صادق است.
؛ حمایت کنترل یافته:
این فرایندها توسط مرکز کنترل شخص ثالث کنترل خواهند شد. در این مرکز خطاها در طی حمایت خودکار هشدار داده می‌شوند. حمایت کنترلی مستلزم استفاده از فرایند کنترل سرویس دهنده است.

## lore
؛ ابزار
- هر چه داده‌های مهم‌تری ذخیره شوند نیاز به حمایت بیشتر خواهد بود. یک نوع حمایت می‌تواند به اندازه استراتژی بازیابی مفید باشد.
- ذخیره کپی نزدیک به بخش اصلی غیرعاقلانه است. زیرا حوادثی مانند آتش، سیل و جریان الکتریکی عامل آسیب خواهند بود.
- حمایت خودکار نیز باید در نظر گرفته شود. حمایت دستی تحت اثر خطای انسانی قرار می‌گیرد.
- حمایت به چند دلیل با مشکل روبرو خواهد شد. تأیید فرایند کنترل بخش مهم این حمایت است.

؛ حوادث:
- در سال ۱۹۹۶ در طی آتش‌سوزی در مرکز فرماندهی credit یک بانک در پاریس ازسیستم اجرایی برای تجارت نوارهای حمایتی استفاده کرده‌است. این‌ها کپی را در خارج از سایت تهیه می‌کنند. آرشیوهای بانک و داده‌های کامپیوتری در این شرایط از بین خواهند رفت.
- حقوق خصوصی نیز یک مستند از ۱۶ مورد نوار گم شده می‌باشد. آن‌ها در۲۰۰۵ و ۲۰۰۶ مورد استفاده فراوان داشته‌اند. سازمان‌های تحت پوشش عبارت‌اند از بانک آمریکا، تجارت آمریکا و time warner.

## واژه‌نامه اصطلاحات فرایند حمایت
؛ خط مشی حمایت:
یک روش و قانون در اطمینان از وجود مقدار کافی داده‌ها مانند آزمایش فرایند و بازیابی سیستم تولید از نسخه‌ها.
؛ طرح چرخش حمایت:
روش حمایت داده‌ها در حالی که رسانه‌های چندگانه به‌طور نظام یافته از محل ذخیره به محل استفاده می‌روند. چند طرح متفاوت در این زمینه گزارش شده‌است. هر یک از آن‌ها دیدگاه متفاوت نسبت به دوره ابقا دارند. بعضی از طرح‌ها پیچیده‌تر هستند.
؛ سایت حمایت:
در این محل، تجارت می‌تواند بعد از اتلاف داده ای روی دهد. این نوع سایت‌ها عامل ارتقای فایل‌ها هستند.
؛ پنره حمایت:
دوره زمانی یک برنامه حمایتی به این نام خوانده می‌شود. این برنامه‌ها می‌توانند اثر مخرب بر سیستم و عملکرد شبکه داشته باشند. گاهی اوقات استفاده سیستم می‌تواند در حالت تعلیق قرار گیرد. این اثرات با توجه به آرایش پنجره‌ای تعدیل خواهند شد. مالکان و کاربرها در این زمینه نقش مهم دارند.
؛ حمایت از کپی‌ها:
این یک روش است که توسط سرور ویندوز ۲۰۰۳ استفاده می‌شود. حمایت افزایشی و جمعی نیزnet backur اشاره دارد. حمایت روزانه نیز به ویندوز اشاره داشته‌است.
Data salvage
فرایند بازیابی داده‌ها از ابزار زمانی که روش‌های طبیعی غیرممکن هستند با این روند عملی خواهد شد. این فرایند توسطم تخصصان در محیط کنترلی عملی خواهد شد. دیسک سخت می‌تواند داده‌ها را به روش کافی عرضه کند، این متخصصان می‌توانند بسیاری از داده‌ها را بازیابی نمایند.
؛ حمایت دیفرانسیلی:
این نوع حمایت از تغییرات می‌تواند بر حمایت کامل اثر داشته باشد. فواید این روند بسیار روشن است. نقایص نیز در این زمینه وسیع بوده‌اند. این‌ها می‌توانند اکثریت داده‌ها را تغییر دهند. حمایت افزایشی توسط netbackup گزارش شد. بازیابی خطرات نیز بعد از احیای داده‌ها عملی است. یکی از اهداف اصلی شامل تسهیل بازیابی است. جهت افزایش راندمان باید برنامه‌ریزی از قبل عملی شود.
؛ تصویر دیسک:
روش حمایت از دیسک و سیستم فایل در یک تصویر واحد عملی است. چون داده‌های اصلی ساختارهای حمایتی هستند. این روش نمی‌تواند کنترل انتخابی را عملی سازد.
Flash backup
این اصطلاح به حمایت مستقیم خام اشاره دارد که توسط nel backup طراحی شده‌است. در NBAC، این حمایت به ۷ XFS, UFS و JFS و NTFS محدود است مانند UNIX.
؛ حمایت کامل:
حمایت کامل فایل در سیستم نیز مهم است. برخلاف تصویر درایو، این شامل جداول تخصیص فایل و ساختار تقسیم نمی‌باشد.
؛ حمایت داغ:
حمایت از پایگاه‌ها مهم است و بنابراین تغییرات می‌توانند در داده‌ها عملی شوند. موتور پایگاه‌ها یک ثبت کامل از ورودی‌ها می‌باشد مانند آنچه که در ارزش جدید دیده شده‌است این عامل حل اختلافات می‌باشد.
؛ حمایت افزایشی:
یک حمایت شامل فایل‌هایی است که ازهمان ابتدا تغییر خواهند کرد. این نوع مزیت عامل رشد زمانی است. فایل‌های متغیر نیز ابید در شرایط خاص ذخیره شوند. نقص اصلی مربوط به زمان طولانی بازیابی است. تمام حمایت‌های افزایشی باید بازیابی شوند. فرایند مالتی پیکس شامل ترکیب چند سیستم داده ای در یک جریان واحد است. آن‌ها در یک وسیله واحد نوشته خواهند شد. حمایت ۴PC بر یک نوار واحد مهم است. فرایند چند جریانی شامل تولید جریان حمایتی از یک سیستم واحد به چند وسیله است. حمایت پایگاه واحد تا ۴ درایو عملی است. حمایت نرمال در سرور ۲۰۰۳ دیده می‌شود. near store یک حمایت از داده‌ها و مرحله بندی داخلی ابزار برای حمایت بایگانی شده می‌باشد.
؛ حمایت فایل باز:
این می‌تواند در یک برنامه دیگر استفاده شود. ذخیره راه دور حمایت از داده‌ها در کاهش فرایند تسهیلات می‌تواند مستقیم عملی شود. منابع زنده داده‌ای در این زمینه نقش ذخیره دارند.
؛ بازیابی زمان:
این شامل زمان دستیابی به داده‌ها می‌باشد. تولیدات در این زمینه بر نسخه‌های داده‌ای روزانه متمرکز شده‌اند. دیگران از کپی‌های تغییر داده استفاده می‌نمایند. حمایت سنتزی نیز در تصویر قابل بازیابی استفاده خواهد شد. سرور در این شرایط تحت حمایت کامل است و حمایت افزایشی را عملی می‌سازد. این معادل حمایت کامل در زمان حمایت آخرمی باشد.
؛ کتابخانه نواری:
این یک وسیله ذخیره است که دارای درایو نواری می‌باشد و کارتریج و بار کد خوان دارد. آن‌ها عامل شناخت روش حرکت نوارها در وسیله هستند. این ابزار مقادیر وسیع داده‌ها را ذخیره می‌کنند.
؛ بازیابی درست پرونده:
این یک اصطلاح است که توسط net backup و backup exec در جمع‌آوری فایل و تخلیه و حرکت آن استفاده خواهد شد. به عنوان مثال یک سیستم را در نظر بگیرید که روز جمعه دارای دایرکتوری ۵ سندی می‌باشد. در روز شنبه سیستم می‌تواند به یک حمایت کامل با ۵ سند دست یابد. در روز ۲ شنبه مالک اسناد ۲ تا از آن‌ها را حذف می‌کند و یکی از سه تای دیگر را ارتقاء می‌دهد. این سند ارتقا یافته بخشی از حمایت افزایشی شب ۲ شنبه است. در روز ۳ شنبه سیستم تخریب می‌شود. اگر این بازیابی از شبه و ۲ شنبه به یک سیستم تازه برسد. ۲ سند بازیابی خواهند شد که به‌طور عمدی حذف می‌شوند، تصویر واقعی می‌تواند در هر حمایت افزایشی حذف شود.
؛ کلیه مورد اعتماد کاغذ:
این یک پرینت ماشینی از کلید رمزنگاری است.
؛ کتابخانه نواری مجازی (VTL):
یک وسیله ذخیره می‌تواند کتابخانه نواری در حمایت نرم‌افزار باشد ولی داده‌ها توسط دیگر ابزار ذخیره خواهند شد یک VTL می‌تواند یک محل موقتی باشد. قبل از آنکه داده‌ها به نوار واقعی ارسال شوند. این یک محل نهایی است.